# Odaii, Berezivka
Odaii (în ucraineană Одаї) este un sat în comuna Șîreaieve din raionul Berezivka, regiunea Odesa, Ucraina.

## Demografie
Componența lingvistică a localității Odaii
     Ucraineană (88%)
     Română (5%)
     Romani (4%)
     Rusă (3%)
Conform recensământului din 2001, majoritatea populației localității Odaii era vorbitoare de ucraineană (88%), existând în minoritate și vorbitori de română (5%), romani (4%) și rusă (3%).